# Krameria grandiflora
Krameria grandiflora är en tvåhjärtbladig växtart som beskrevs av A. St.-hil.. Krameria grandiflora ingår i släktet Krameria och familjen Krameriaceae. Inga underarter finns listade i Catalogue of Life.